# Gustav Doetsch
Gustav Doetsch   (Colònia, 29 de novembre de 1892 - Friburg de Brisgòvia, 9 de juny de 1977) va ser un matemàtic alemany.

## Vida i Obra
Doetsch va fer els estudis secundaris a Frankfurt del Main entre 1904 i 1911. A partir de 1911 va començar els estudis universitaris de matemàtiques, física i filosofia a les universitats de Göttingen, Múnic i Berlín. El 1914, durant la Primera Guerra Mundial, es va incorporar a l'exèrcit alemany, primer a infanteria i, a partir de 1916, com pilot de reconeixement aeri. A finals de 1918, en acabar la guerra, es va llicenciar com a tinent i havent rebut nombroses condecoracions. A continuació va reprendre els estudis i el 1920 va obtenir el doctorat a la universitat de Göttingen amb una tesi dirigida per Edmund Landau. L'any següent va obtenir l'habilitació docent a la universitat de Hannover.
De 1922 a 1924 va ser professor ajudant a la universitat de Halle i des de 1924 fins a 1931 va ser professor titular de la universitat de Stuttgart. Per la seva classe inaugural a Halle, sembla que la guerra el va convertir en un escèptic. La classe va ser publicada el 1924 amb el títol de Der Sinn der reinen Mathematik und ihrer Anwendung (El sentit de les matemàtiques pures i la seva aplicació) i era un al·legat apassionat del divorci entre la ciència i la veritable realitat. En quests anys també es va fer membre de diverses organitzacions pacifistes catòliques i alemanyes.
El 1931 va ser nomenat professor de la universitat de Friburg de Brisgòvia i a partir d'aquesta època va aprofundir en les seves recerques sobre la transformada de Laplace, tema del qual es va convertir en un líder mundial. Els seus llibres sobre el tema van ser traduits a molts idiomes.
A partir de 1933, quan els nazis van arribar al poder, la seva actitud va anar sent més pro-nazi, tot i que mai va arribar a ser membre del NSDAP. Juntament amb Wilhelm Süss va actuar com un col·laboracionista en la crisi de la Societat Alemanya de Matemàtics dels anys 1934-35. Tot i així, posteriorment, es va establir una forta rivalitat entre ambdós matemàtics.
El 1939, en esclatar la Segona Guerra Mundial, va ser mobilitzat com capità de la força aèria del Reich i des de 1940 fins al final de la guerra va treballar pel ministeri de l'aire en tasques científiques. En acabar la guerra va ser considerat sospitós i va ser suspés del seu càrrec de professor universitari, havent de passar pels programes aliats de desnazificació. El 1951 va tornar a ser admès a la universitat de Friburg, en la qual es va jubilar el 1961. Tot i així, durant aquests deu anys no va participar mai en els actes acadèmics o socials del departament de matemàtiques de la universitat i va donar les seves classes en un altre edifici, separat de la facultat de matemàtiques.